# Numer0n
『Numer0n』（ヌメロン）は、フジテレビ系列で深夜帯に不定期放送されていたゲームバラエティ番組。2012年10月8日から2013年6月17日までは、毎週月曜日 23:00 - 23:30（『COOL TV』枠、JST）にレギュラー放送。レギュラー化前とレギュラー放送終了後は不定期特別番組として放送された。
2019年7月8日から「Numer0nⅡ（ヌメロン・ザ・セカンド）」としてdTVチャンネル・ひかりTVチャンネル+での配信を開始。同年10月14日から2020年1月27日までの間はBSフジでも放送された。

## 概要
マスターマインドをベースに、相手が選んだ数字を当てる推理ゲーム番組。
2013年9月時点でゲームアプリのダウンロード数が320万を超える大ヒットを記録した。

## 放送日
パイロット版時代およびレギュラー放送終了後の単発放送のフジテレビにおける放送日時。地方局は別の日時に放映または未放映。
|        | 放送日時                            | 再放送                                                                              |
| ------ | ----------------------------------- | ----------------------------------------------------------------------------------- |
| 第1回  | 2011年9月11日（日曜日）2:05 - 3:05  | - 2011年9月23日 2:15 - 3:15 - 2011年11月5日 3:30 - 4:30 - 2012年7月4日 2:10 - 3:10  |
| 第2回  | 2011年11月20日（日曜日）2:00 - 3:30 | - 2011年12月29日 2:25 - 3:55 - 2012年1月15日 2:55 - 4:25 - 2012年7月9日 2:15 - 3:45 |
| 第3回  | 2012年2月12日（日曜日）1:35 - 3:35  | - 2012年5月16日 2:00 - 4:00                                                         |
| 第4回  | 2012年4月3日（火曜日）0:35 - 2:35   | - 2012年6月27日 1:55 - 4:00                                                         |
| 第5回  | 2012年7月1日（日曜日）1:50 - 3:50   | - 2012年8月1日 1:50 - 3:50 - 2012年10月3日 1:35 - 3:35                              |
| 第6回  | 2012年9月3日（月曜日）0:40 - 2:40   |                                                                                     |
| 第13回 | 2013年9月2日（月曜日）1:55 - 3:55   | - 2013年12月11日 2:09 - 4:10                                                        |
| 第14回 | 2014年3月10日（月曜日）1:35 - 3:35  | - 2014年7月23日 2:10 - 4:10                                                         |
| 第15回 | 2014年8月4日（月曜日）1:10 - 3:40   |                                                                                     |

## 出演者

### NumerOn（フジテレビ）時代
MC
- 日村勇紀（バナナマン） - ヌメロン王[3]
- 設楽統（バナナマン） - 司会進行

アシスタント
- 遠藤玲子（フジテレビアナウンサー） - 特番第5弾まで、特番第2期
- 宮澤智（フジテレビアナウンサー） - 特番第6弾、レギュラー時代

レギュラー出場者
・中田敦彦(オリエンタルラジオ)-第14回大会は体調不良の為欠場
その他の出場者
( ) 内は予選もしくはトーナメントでの勝利数
|       | 参加者                                                                                    | 優勝     | 準優勝     |
| ----- | ----------------------------------------------------------------------------------------- | -------- | ---------- |
| 第1回 | 中田敦彦（オリエンタルラジオ）(3) 眞鍋かをり(2) 田中卓志（アンガールズ）(1) バカリズム(0) | 中田敦彦 | 眞鍋かをり |
| 第2回 | 中田敦彦（オリエンタルラジオ）(2) 眞鍋かをり(2) コカドケンタロウ（ロッチ）(1) 土田晃之(1) | 中田敦彦 | 眞鍋かをり |

|       | Aブロック                                                                                             | Bブロック                                                                   | 優勝       | 準優勝   |
| ----- | --- | --------------------------------------------------------------------------- | ---------- | -------- |
| 第3回 | 中田敦彦（オリエンタルラジオ）(2) 田中卓志（アンガールズ）(0) 中野美奈子（フジテレビアナウンサー）(1) | 土田晃之(1) 光浦靖子（オアシズ）(0) 宇治原史規（ロザン）(2)                 | 宇治原史規 | 中田敦彦 |
| 第4回 | 眞鍋かをり(1) 宇治原史規（ロザン）(1) 上地雄輔(1)                                                     | 中田敦彦（オリエンタルラジオ）(1) 土田晃之(1) 春日俊彰（オードリー）(1)     | 中田敦彦   | 上地雄輔 |
| 第5回 | 児嶋一哉（アンジャッシュ）(2) 加藤夏希(1) 真栄田賢（スリムクラブ）(0)                                 | 中田敦彦（オリエンタルラジオ）(1) 皆藤愛子(0) 村上健志（フルーツポンチ）(2) | 児嶋一哉   | 村上健志 |
| 第6回 | 児嶋一哉（アンジャッシュ）(1) 上地雄輔(1) 皆藤愛子(1)                                                 | 中田敦彦（オリエンタルラジオ）(2) 眞鍋かをり(1) KENCHI（EXILE）(0)          | 中田敦彦   | 上地雄輔 |

|                                    | Aブロック                                                                   | Bブロック                                                                            | 優勝         | 準優勝     |
| ---------------------------------- | --------------------------------------------------------------------------- | ------------------------------------------------------------------------------------ | ------------ | ---------- |
| 第7回 （'12 10月シーズン）         | 中田敦彦（オリエンタルラジオ）(1) 田中卓志（アンガールズ）(2) スギちゃん(0) | 上地雄輔(0) 児嶋一哉（アンジャッシュ）(1) 皆藤愛子(2)                                | 田中卓志     | 皆藤愛子   |
| 第8回 （'12 11月シーズン）         | 村上健志（フルーツポンチ）(1) 高島彩(1) 梅田彩佳（AKB48）(1)                | 中田敦彦（オリエンタルラジオ）(1) 小籔千豊(2) 南沢奈央(0)                            | 村上健志     | 小籔千豊   |
| 第9回 （'13 1月シーズン）          | 中田敦彦（オリエンタルラジオ）(1) マリエ(0) 眞鍋かをり(2)                   | 土田晃之(1) 上地雄輔(1) 劇団ひとり(1)                                                | 眞鍋かをり   | 上地雄輔   |
| 第10回 （'13 2 - 3月シーズン）     | 中野美奈子(1) 千原ジュニア(1) 塚地武雅（ドランクドラゴン）(1)               | 中田敦彦（オリエンタルラジオ）(1) 梅田彩佳（AKB48）(2) 博多大吉（博多華丸・大吉）(0) | 千原ジュニア | 梅田彩佳   |
| 第11回 （'13 4月-5月前半シーズン） | 小籔千豊(0) 高橋茂雄（サバンナ）(1) 逢沢りな(2)                             | 中田敦彦（オリエンタルラジオ）(1) 鈴木拓（ドランクドラゴン）(0) 神田愛花(2)          | 逢沢りな     | 神田愛花   |
| 第12回 （'13 5月後半-6月シーズン） | 劇団ひとり(1) 斉藤慎二（ジャングルポケット）(1) 青木裕子(1)                 | 中田敦彦（オリエンタルラジオ）(0) 吉村崇（平成ノブシコブシ）(1) 安座間美優(2)        | 劇団ひとり   | 安座間美優 |

|                            | 出場者 | 優勝     | 準優勝 |
| -------------------------- | --- | -------- | ------ |
| 第1回 （'12 12月シーズン） | 中田敦彦（オリエンタルラジオ）(3) 児嶋一哉（アンジャッシュ）(0) 田中卓志（アンガールズ）(0) 村上健志（フルーツポンチ）(1) マリエ(2) 板倉俊之（インパルス）(0) 皆藤愛子(1) 南沢奈央(0) | 中田敦彦 | マリエ |

|        | 出場者                                                           |
| ------ | ---------------------------------------------------------------- |
| 最終回 | 中田敦彦（オリエンタルラジオ） VS 王様（日村勇紀（バナナマン）） |

|        | Aブロック                                                                       | Bブロック                                                          | 優勝     | 準優勝     |
| ------ | ------------------------------------------------------------------------------- | ------------------------------------------------------------------ | -------- | ---------- |
| 第13回 | 田中卓志（アンガールズ）(1) 小籔千豊(2) 加賀美セイラ(0)                         | 中田敦彦（オリエンタルラジオ）(0) 狩野英孝(1) 宇野実彩子（AAA）(2) | 小籔千豊 | 宇野実彩子 |
| 第14回 | 田中卓志（アンガールズ）(0) 藤森慎吾（オリエンタルラジオ）(2) 中田有紀(1)       | 劇団ひとり(1) 筧美和子(1) 平子祐希（アルコ&ピース）(1)             | 藤森慎吾 | 劇団ひとり |
| 第15回 | 中田敦彦（オリエンタルラジオ）(1) 藤森慎吾（オリエンタルラジオ）(2) 中村アン(0) | 土田晃之(1) 坂上忍(1) 脊山麻理子(1)                                | 坂上忍   | 藤森慎吾   |

### Numer0nⅡ時代
2代目ヌメロン王
- 小沢一敬（スピードワゴン）

執事
- 井戸田潤（スピードワゴン）

秘書
- 中田花奈（乃木坂46）

プレイヤー
|       | Aブロック                                           | Bブロック                                                   | 優勝     | 準優勝     |
| ----- | --------------------------------------------------- | ----------------------------------------------------------- | -------- | ---------- |
| 第1回 | 田中卓志（アンガールズ）(2) 伊織もえ(0) 松島庄汰(1) | 児嶋一哉（アンジャッシュ）(1) やしろあずき(0) 夢屋まさる(2) | 田中卓志 | 夢屋まさる |
| 第2回 | 狩野英孝(1) 小宮浩信（三四郎）(0) 倉持由香(2)       | 岩井勇気（ハライチ）(1) 芹澤優(1) 横田龍儀(1)               | 倉持由香 | 横田龍儀   |

|           | 出場者                                                           |
| --------- | ---------------------------------------------------------------- |
| 第1回大会 | 王様（小沢一敬（スピードワゴン）） VS 児嶋一哉（アンジャッシュ） |
| 第1回大会 | 田中卓志（アンガールズ） VS 中田花奈（乃木坂46）                 |
| 第2回大会 | 王様（小沢一敬（スピードワゴン）） VS 狩野英孝                   |
| 第2回大会 | 倉持由香 VS 中田花奈（乃木坂46）                                 |

## ルール

### 基本ルール
- それぞれのプレイヤーが、0-9までの数字が書かれた10種類のカードのうち3種類（4桁戦なら4種類）のカードを使って、3桁（4桁）の番号を作成する。「084」のように上一桁が「0」の番号も作成可能であるが、同じ数字を2つ以上用いた番号（例：「550」「377」）は作れない。
- 先攻のプレイヤーは相手の番号を推理してコールする。相手はコールされた番号と自分の番号を見比べ、コールされた番号がどの程度合っているかを発表する。数字と桁が合っていた場合は「EAT」（イート）、数字は合っているが桁は合っていない場合は「BITE」（バイト）となる。
  - 例えば自分の番号が「765」で、相手がコールした番号が「746」であった場合は、3桁のうち「7」は桁の位置が合致しているためEAT、「6」は数字自体は合っているが桁の位置が違うためBITE。EATが1つ・BITEが1つなので、「1EAT-1BITE」となる。
- これを先攻・後攻が繰り返して行い、先に相手の番号を完全に当てきった（3桁戦なら3EATを相手に発表させた）プレイヤーの勝利となる。

### アイテム
各プレイヤーにはアイテムが支給されており、それぞれ全ゲーム（予選+決勝の2-4試合）通して1種類につき1度のみ使用できる。第3回までは3種類、第4回では5種類、第5回以降では6種類の中から自分が有利になるように3つのアイテムを選択する。アイテムの使用に関し以下のルールがある。
- 攻撃系アイテムと防御系アイテムがあり、同一ターンでは、それぞれ1つずつのみ使用可能である。使用の際はアイテムボタンを押して使用するアイテムを宣言する。
- 相手のコール（予想）のジャッジから10秒経過しないと、攻撃側はアイテムの使用ならびに数字のコールができない（第4回より適用）。
- 相手が数字のコールをしたり、攻撃系アイテムの使用を宣言した後は、防御系アイテムを使用できない。

第11回大会では上記に加え以下のルールが加わる。
- 予選ではHIGH&LOWとSLASHを同時に装備することはできないが、決勝戦を見越し、HIGH＆LOWとSLASHをひとつも装備せず、別の3つのアイテムを選ぶことができる。
- 決勝では予選で使用しなかった全てのアイテム（ただし、予選でHIGH&LOWもしくはSLASHを使用した場合、両方とも使用不可となる）の中から、1個のみ使用することができる。

第12回大会以降は、第11回大会のルールに、以下の変更点がある。
- 決勝は予選で使用しなかった全てのアイテムを装備し、3つまで使用が可能である。予選でHIGH&LOWまたはSLASHの一方を使用していた場合でも、決勝で他方を使用可能であり、両方とも未使用の場合は、併用も可能である。

攻撃系アイテム
- DOUBLE（ダブル：黄）

自分のターンに2連続で相手の番号をコールできる。ただし代償として、自分の設定ナンバーのうち1桁を開示しなければならず、しかもどの桁を開示するかは相手に指定される。既に大きく相手の番号を絞りこんでいる状況や、相手に次のターンに当てられそうな時に使用すれば一気に勝負を決めることができる反面、2回のチャンスで外せば大きなリスクを負う場合がある。
使用した回を含めた2回のコールで1ターンとみなすため、2回目のコール時は双方ともアイテムを使用できない。
- HIGH&LOW（ハイアンドロー：青&赤）

相手の設定ナンバーについて、全ての桁の数字が、それぞれ「HIGH (5-9)」「LOW (0-4)」のどちらかを知ることができる。相手は左の桁から順に宣言しなければならない（例：「809」ならば「HIGH (8)・LOW (0)・HIGH (9)」）。序盤ではある程度の番号を絞り込むことができ、終盤では番号の確定にも役立たせることができる。
第1-2回では相手の番号のうち1桁を指定し、その桁の番号のHIGH・LOWを知る効果だった。
第3回では相手の番号にHIGH・LOWの数字がそれぞれいくつ含まれているかを知る効果であり、桁の指定は不可能だった。例として「158」の場合、「1」（LOW1種）、「5・8」（HIGH2種）につき「2HIGH・1LOW」となる。
- TARGET（ターゲット：紫）

第4回で登場。「0」〜「9」の10種類の数字のうち1つを指定（その数字は「ターゲットナンバー」と呼ばれる）して、相手にその数字を使用しているか否かを訊くことができる。その番号が相手の組み合わせに含まれている場合は、どの桁に入っているかも判明する。
訊いた数字が含まれていなくても、数字の可能性を消すことができる。
- SLASH（スラッシュ：エメラルドグリーン）

第5回で登場。相手が使っているナンバーの最大数から最小数を引いた「スラッシュナンバー」を訊くことができる。例として「634」ならば、最大数「6」-最小数「3」=スラッシュナンバー「3」となる。また、最大数と最小数の組み合わせ（この場合は「6-3」（ろくひくさん）」）をスラッシュパターンという。
もしスラッシュナンバーが「9」だった場合、最大数「9」・最小数「0」での可能性しかないため、0と9の使用が確定する。また、「2」だった場合は必然的に「012」「123」のような連続した3種類の数字で構成されることがわかる。使い方次第では大勢がわかる他、使わず持っているだけで「9と0の使用」や「連続数字の使用」などへの抑止力として使える。
考えられる数字の使用パターンを「バッサリ斬り捨てる」ことができることから名付けられた。
しかし、使い方を誤ると後述の中田スラッシュ事件のように諸刃の剣にもなるので出演者からは難易度の高いアイテムと言われており、YouTubeの公式チャンネルでも使いこなす難しさを指摘している。
防御系アイテム
- SHUFFLE（シャッフル：緑）

自分が設定した番号カードを並べ替えて、新たな番号にすることができる。並べ替えたと見せかけてそのままにするフェイントも可能。
たとえ「3BITE」や「1EAT-2BITE」のようにピンチの状態でも相手を混乱させることができる。またHIGH&LOW、DOUBLE、TARGETおよびCHANGEで開示された自分の番号の情報を隠すこともできる。
- CHANGE（チェンジ：桃）

自分のナンバーの中から1つを選択し、その番号を手持ちのカードの中から交換できる。ただし、桁の位置と、それがHIGH・LOWのどちらなのかを宣言する必要がある。交換する番号はLOWナンバー同士・HIGHナンバー同士に限定される。必ず他の番号と交換しなければならないため、交換不可能な場合は使用不可となる。
交換する数字のHIGH・LOWを宣言した時点で残りパターン数が一時的に宣言前以下となるため、使用方法を誤ると、CHANGE後のほうがCHANGE前よりも残りパターン数が減り、よりわかりやすくなってしまう場合がある。
また、「自分の設定ナンバーとロストナンバー」「残りパターン」および「相手のDOUBLE、TARGETおよびSLASHの装備状況」の要素により、自分がCHANGEを使用したとしても、相手に必ず当てられてしまう状況となる場合がある。
第4回（初登場）・第5回では、交換前の桁の番号そのものを宣言する必要があった。

### プレーオフ
勝利数が同数のプレイヤーで行う決勝進出者決定戦。ヌメロン王（日村・小沢）が決定した2桁の数字を当てていく。コールする順番は全員が数字カードを引き、数字が低い順番に行う。考慮時間は1ターン30秒。また、立って行うためメモを取ることはできないため、記憶力も試される。最初に2EATを達成した人が決勝進出。

### 番組でのルール
- 参加者は6人。3人×2グループに分けてグループごとの総当たり戦を行い、2戦で2勝したプレイヤーが決勝進出。全員が1勝1敗で並んだ場合、決勝進出者決定戦（プレーオフ）を行う。
  - 第1戦の勝者をA、敗者をBとすると、残りのプレイヤーCは、第2戦でBと、第3戦でAと戦う。Cが決勝に進出するには、第3戦に勝つことが必須条件となる。
  - 第2回までは参加者が4人で、総当たり戦にて勝利数の多い2人が決勝進出だった。
- 各プレイヤー、0-4（LOW）のカードを1枚ずつ、5-9（HIGH）のカードを2枚ずつ、計15枚のカードを持って行う。
- ゲーム前に2人がカードを引き、小さい数字を引いた方が先攻になる。
  - 第1回および第2回の決勝は、予選上位通過者（同率の場合は直接対決に勝利したほう）が先攻となる。
- 番組では対戦する2人のうち、ヌメロン王が決定した方の番号のみ視聴者とモニタリングルームに公開される。
- 番号のコール時は以下の考慮時間以内に行わなければならない。その際、相手に対し数字に関する質問を行って推理することも可能。質問された者は嘘の回答をしてもよい。
  - 考慮時間は第5回までは1分、第6回は1分30秒、第7回以降は予選1分30秒・決勝2分。
  - 秒読みは30秒前に"Thirty seconds left in this turn."、10秒前に"Ten seconds."、5秒前以降1秒毎に"Five, Four, Three, Two, One."と告げられる。
  - あまりに推理に夢中になりテレビであることを忘れ無言になるプレイヤーが多いことから、記録用モニターに「注：テレビなのでしゃべりましょう!」と表記されている[7]。
- 敗者は勝者に自分が使用したカードを渡さなければならない。そのため次戦以降のゲームは、奪われて手持ちになくなった数字（「ロストナンバー」という）は使用できなくなってしまうため不利となる。第3回大会以降はシステム上HIGHナンバーがロストナンバーとなることがなくなったが、LOWナンバーは当初1枚しか所持していないため、負けるとロストナンバーになるリスクがある。勝利して奪ったカードにロストナンバーが含まれている場合は、その番号のロストが解消する。なお、相手のロストナンバーを含んだコールを行ってもよい。
  - 例として「746」で「1EAT-1BITE」、相手が「3」を持っていない場合、あえて「346」「736」「743」といった番号をコールすることで、相手が持っていない「3」を除いた残り2つの数字の位置がEATかBITEか無関係な数字かを探りやすくなる。
- 決勝戦は所持している数字と残っているアイテムを持って4桁の番号を当てる。勝者は「自分が設定した番号×100円」を賞金として手に入れる。したがって最高賞金は、番号を「9876」に設定した場合の98万7600円だが、その分相手にも見破られやすい。SHUFFLEやCHANGEを使用した場合は変更後の数字が適用される。
  - 第2回までは、賞金が「設定番号×10円」だった（最高賞金9万8760円）。
- 特番では1回の放送で1回の大会を開催。レギュラー回では4-5回の放送を1大会として開催[8]。また、過去の優勝者（レギュラー化以前の特番回含む）は胸に優勝回数分の星型勲章を付けて出演する。さらに優勝5回達成でメダル（リボンには優勝回数である5つの星、メダル部分はヌメロン王の王冠があしらわれている）を着用する[9]。また、優勝者は年末開催のグランドチャンピオンシップへの優先出場権が与えられる。

グランドチャンピオンシップルール
年末に行われる年間王者を決定する大会。
- 第8回までの優勝者4人に、ヌメロン王がセレクトした因縁のプレイヤー（過去の対戦で戦った人、事務所の先輩・後輩の関係など）4人を加えた8人によるトーナメント戦。
- 1回戦は全て王者vs因縁プレイヤーのマッチングで行われる。1回負けたら即脱落のためロストナンバー制度は無く、常時10個の数字から自由に番号を選択することができる。
- アイテムは6個全て所持するが、使用は1戦につき1個のみ。使用したものは、以後の戦いでは使えない。
- 1回戦・準決勝は通常通り3桁、決勝は4桁で行われる。優勝者には設定番号×100円の賞金とトロフィーが贈られる。

エキシビションルール
5度の優勝を誇る「絶対王者」中田と、これまですべての戦いを観戦してきた「ヌメロン王」日村による4桁戦一発勝負。ただし、日村はイヤホンによってモニタリングルームで待機するメンバー（設楽・宮澤アナ・吉村・斉藤・劇団ひとり）と相談をすることができる。よって、実質的には「中田VS王様連合軍」となる。
通常の先攻決め後、用意されたアイテム6つのうち、後攻から交互に1つずつ選択（相手と同じものは選べない）。3つずつ装備した状態で戦う。
考慮時間は1分30秒。

#### Numer0n Ⅱ時代
基本的なルールを含め、セット・演出・BGM等もフジテレビ時代とほぼ変わらずに行われる。また、優勝回数及び勲章もフジテレビ時代からの通算で引き継がれカウントされる。一方、病気による欠場を除いては全ての大会に出場し、通算5度の優勝を果たした「絶対王者」中田敦彦からは「燃え尽きた」という言葉で参加の辞退を表明している。
1大会につき8回の放送で構成。予選6試合（1放送のみ2試合放送）・決勝に加え、二代目ヌメロン王の小沢・秘書の中田花奈が参加者の中から対戦する3桁のエキシビジョンマッチで構成される（ルールは前述の初代と同じくアイテムをドラフトで決定。ただし、モニタリングルームとの通信はできない。）。
また、番組後半では「みんなdeヌメロン」として若手俳優グループ（劇団 青山表参道X・SUPER★DRAGON）によるトーナメント戦や対抗戦の模様が放送される。ここでは「1戦につき各自アイテム1個のみ使用可能」のルールで行われる。

## 用語・戦略
ローラー
最初の3ターンで「123」「456」「789」というように全ての数字を確認すること。例えば左記の3つがそれぞれ「1EAT-0BITE」「0EAT-1BITE」「0EAT-0BITE」の場合、「123」「456」にそれぞれ1つ数字が入っている上、コールしなかった「0」が番号に入っていることが確定する。使用・未使用の数字の特定がわかりやすい反面、実際の絞り込みは3EATを狙ったコールより進まないケースが多く、効果的となる場面は限定的である。
スピードコール
「コール後はアイテムの使用を宣言することができない」を利用し、相手がシャッフルする前に即番号をコールすること。2EATなどのピンチに陥っている状態ではSHUFFLEで撹乱するのがセオリーだが、この戦法ならば運が良ければ3EAT、できなくてもシャッフル前に1コールを得することができる。とはいえ、あくまでも姑息な手段であるため非常に警戒されやすく、次のターンに即SHUFFLEされてしまう可能性が高い。プレイヤー間では「ケンカ殺法」とも呼ばれている。なお、コールとアイテムの使用が同時の場合、アイテムの使用が優先される。
第4回からは防御側に10秒間の猶予が与えられたため、この戦法は封じられた。
匍匐前進戦法
実際は相手の数字を読んでいながらも、相手の番号を当てやすい「0EAT-0BITE」や「1EAT-0BITE」になるようなコールを狙わず、わざと相手の数字を当てにくい「0EAT-1BITE」や「0EAT-2BITE」になるようなコールをする戦術。相手側に「まだ番号を知られていない」と思わせて油断させ、いきなり的を射たコールを行って相手の動揺を誘う。高度な読みが必要ではあるが、油断させることで心理的に防御アイテムを使わせずに勝負を決めるなど、使い方次第では強豪プレイヤーをも追い詰めることが可能。
ブラフ
実際は相手の数字を読んでいながらも、予想が不十分で苦戦しているフリをする戦法。匍匐前進戦法と併用するとさらに相手の油断を誘うことができる。
- 第9回では、中田はvsマリエ戦で3択の状況まで追い込んだが、何故かここで1択と勘違いし、次ターンで出すつもりの実際には3EATではない番号をマリエに語ったが、マリエはそのまま次で当てられるという苦戦の振りをした。

トークによる揺さ振り
考慮時間中に相手のプライベートトークを話し、集中力を削いだり精神的な揺さ振りをかける。また、相手の防御アイテムを使うチャンスを奪うこともできる。
- 第2回では対戦者が眞鍋の付き合った人数に関するトークを行い動揺を誘った。
- 第4回では土田が中田に対し、収録前の仕事で会った藤森慎吾から聞いた、当時交際中（現在は妻）だった福田萌に関する爆弾ネタを披露したことで、中田が動揺し、土田の勝利につながった。

DOUBLE&SHUFFLEの連携
DOUBLE使用時に開示した番号はSHUFFLEすると再び隠され、どの位置に入っているかが分からなくなる。これを利用し、攻めに失敗しても防御しつつ相手の攻撃をかわすことができる。ただし、序盤での使用は、一桁を相手に開示するリスクのほうが甚大であり、第4回大会の決勝戦では、上地が1ターン目にDOUBLEを使い、中田の残り候補数を5040通り→504通りと10分の1にまで減らし、一気にアドバンテージを自ら失ってしまった。
初手HIGH&LOW
現行のルールでHIGH&LOWを1ターン目で使用する戦術。これによりノーヒントの1ターン目から大きく候補数を減らせる（3桁の場合、初手では720候補あるが、100候補か60候補に減る）。性能の強力さゆえに成り立ちやすい戦術であるが、相手が直後にSHUFFLEを使用すると、HIGHとLOWの並びがわからなくなり効果が減る欠点がある。この戦法で特に目覚ましい活躍を見せる皆藤はこれと持ち前の勘によって第6回で2ターン目の3EAT、第7回では初の1ターン目3EATを達成している。
誕生日・名前に関連した数字
「人間は誕生日や名前にちなんだ数字を使いやすい」ことから、対戦相手にちなんだ数字をコールする戦術。実際に自らや親しい人の誕生日や名前にちなんだ番号を設定するプレイヤーもおり、それを予習やトークで引き出してから攻めるプレイヤーも多い。
- 第1回の予選第2戦目において、眞鍋かをりは3度目のコールを前に対戦相手の田中卓志に生年月日を訊き、そこから予想を組み立てて田中のナンバーを当てた。
- 第3回の中野は「573（逆から読むとみなこ）」を設定した。
- 第4回のプレーオフではヌメロン王は「16（日村の『ひむ』）」「87（バナナマンの『バナナ』）」を設定した。しかし、Aグループに対して出題した「16」は上地が1ターン目（前の人と合わせ2コール目）で当ててしまった。そのため、ヌメロン王という「プレイヤー以外の出演者」の癖もこの戦術では重要となる。なお、以後のプレーオフでもヌメロン王は自らのプライベートナンバーを設定しているが、「自分の母の誕生日」「自分の今年の目標体重」など外部の人間が知りえない情報から導き出された番号を設定している。
- 第9回では上地が劇団ひとりの妻である大沢あかねの誕生日である8月16日から「816」とコール。次戦の土田対劇団ひとり戦では土田が「816」を設定ナンバーにし、HIGH&LOWの結果を元に1ターン目を「861」とコール。その後、土田に次のターンで当てられるところまで追い込まれた劇団ひとりが1ターン目のコールを不審に思い、土田の性格も考え設定ナンバーが「816」ではないかと推理しコール。大逆転勝利を成し遂げた。

データヌメロン
元高校野球部キャッチャーの上地がこれまでの戦績や傾向をノートにまとめ、それを元に戦うオリジナル戦術。中田が使うローラーなどを取り入れながら前述のDOUBLE&SHUFFLEや、相手に関連した数字を読むなど、セオリーから外れるトリッキーなスタイルとなっている。
0EAT-1BITE
ヌメロンでは「物事が進まないことのたとえ」として使用。考案者は第1回の田中。「0EAT-0BITE」ではコールした番号に使われている数字を使用していないことがわかり、「1EAT-0BITE」では次のターンで数字を入れ替えるなどして絞り込むことができるが、「0EAT-1BITE」では絞り込むことができず、さらに数字を確定させようとして他の番号に入れてコールすると余計混乱してしまうという悪循環を生み出してしまう。そのため「0EAT-1BITE」が出てしまうと渋い表情になるプレイヤーも多いが、これを逆手に取った「匍匐前進戦法」（前述）で絞り込んだプレイヤーも存在する。
実際はアイテムの使用等により、0EAT-1BITEが最悪の出目でない場合もある。第7回大会では田中が中田敦彦に対し初手でHIGH&LOWを使用したうえで「0-1は物事が進まないことの例え」とブラフを発揮し、実際には大きく手を進めることができて中田に勝利した。
ONE CALL
第1ターンで3EATを達成すること。1ターン目で3EATをする確率は1⁄720（決勝戦の4桁では1⁄5040）と非常に低いが、理論上決して不可能ではなく、少なくともアイテムの使用や勘次第では近いレベルまで当てることができる。出演者からは「ホールインワン」とも呼ばれている。
ONE CALLを叩き出したプレイヤーには設楽の発言から「ヌメロン」にちなんで「メロン」が贈呈される。これは達成者に実際に贈られており、達成した皆藤がグランドチャンピオンシップでメロンを頂いたことや、眞鍋がTwitterで千疋屋のメロンを頂いたことを報告している。
- 皆藤愛子（第7回予選B、対児嶋一哉戦）：1ターン目、HIGH&LOWで候補数720→100。コールして3EAT。初の1ターン3EAT達成。コールナンバー359。
- 眞鍋かをり（第9回予選A、対マリエ戦）：1ターン目、アイテム未使用で相手のマリエが最初の試合で敗れて4がロストしていた。候補数504。コールして3EAT。コールナンバー578。

「Numer0nⅡ」でもこのルールは引き継き導入され、ONE CALL達成時には「王様・小沢の自腹でメロン贈呈」となっている。
中田スラッシュ事件
「SLASHアイテムの効果を正確に把握できず、その後の推理が迷走する」こと。レギュラー放送第1回にて中田が発言。スギちゃんとの対戦で「SLASH」を使用した中田が、スラッシュの効果についての誤解や読み違いから迷走、その結果攻撃アイテムの無駄撃ちに繋がり、試合には勝利したものの自らの試合を振り返って言った。
その後もグランドチャンピオン大会での田中、第9回での中田（ともに対マリエ戦）もスラッシュを使用しての迷走を起こしてしまった。モニタリングルームではスラッシュによる読み違いの予兆が起きようとするとこの事件を引き合いに出すことが多い。

## ネット局

### パイロット版

#### 第1回
| 放送対象地域 | 放送局              | 系列                                         | 放送日時                   | 遅れ日数 |
| ------------ | ------------------- | -------------------------------------------- | -------------------------- | -------- |
| 関東広域圏   | フジテレビ(CX)      | フジテレビ系列                               | 2011年9月11日 2:05 - 3:05  | 制作局   |
| 石川県       | 石川テレビ(ITC)     | フジテレビ系列                               | 2011年10月3日 0:25 - 1:25  |          |
| 中京広域圏   | 東海テレビ(THK)     | フジテレビ系列                               | 2011年12月27日 0:40 - 1:40 |          |
| 宮崎県       | テレビ宮崎(UMK)     | フジテレビ系列 日本テレビ系列 テレビ朝日系列 | 2012年1月24日 0:29 - 1:29  |          |
| 熊本県       | テレビ熊本(TKU)     | フジテレビ系列                               | 2012年2月12日 1:05 - 2:05  |          |
| 広島県       | テレビ新広島(TSS)   | フジテレビ系列                               | 2012年3月7日 2:05 - 3:05   |          |
| 北海道       | 北海道文化放送(UHB) | フジテレビ系列                               | 2012年5月13日 2:30 - 3:30  |          |
| 長崎県       | テレビ長崎(KTN)     | フジテレビ系列                               | 2012年9月17日 1:20 - 2:20  |          |
| 青森県       | 青森テレビ(ATV)     | TBS系列                                      | 2012年9月28日 0:40 - 1:40  |          |

#### 第2回
| 放送対象地域 | 放送局                | 系列           | 放送日時                      | 遅れ日数 |
| ------------ | --------------------- | -------------- | ----------------------------- | -------- |
| 関東広域圏   | フジテレビ(CX)        | フジテレビ系列 | 2011年11月20日 2:00 - 3:30    | 制作局   |
| 中京広域圏   | 東海テレビ(THK)       | フジテレビ系列 | 2011年12月27日 1:40 - 3:10    |          |
| 佐賀県       | サガテレビ(STS)       | フジテレビ系列 | 2011年12月30日 23:40 - 翌1:10 |          |
| 福岡県       | テレビ西日本(TNC)     | フジテレビ系列 | 2012年1月11日 1:05 - 2:35     |          |
| 広島県       | テレビ新広島(TSS)     | フジテレビ系列 | 2012年3月31日 1:50 - 3:20     |          |
| 山形県       | さくらんぼテレビ(SAY) | フジテレビ系列 | 2012年5月26日 13:00 - 14:35   |          |
| 北海道       | 北海道文化放送(UHB)   | フジテレビ系列 | 2012年7月2日 1:15 - 2:45      |          |
| 青森県       | 青森テレビ(ATV)       | TBS系列        | 2012年7月8日 14:00 - 15:30    |          |
| 愛媛県       | テレビ愛媛(EBC)       | フジテレビ系列 | 2012年11月4日 16:00 - 17:30   |          |
| 長崎県       | テレビ長崎(KTN)       | フジテレビ系列 | 2013年1月7日 1:15 - 2:45      |          |

#### 第4回
| 放送対象地域 | 放送局                | 系列           | 放送日時                    | 遅れ日数   |
| ------------ | --------------------- | -------------- | --------------------------- | ---------- |
| 関東広域圏   | フジテレビ(CX)        | フジテレビ系列 | 2012年4月3日 0:35 - 2:35    | 制作局     |
| 宮城県       | 仙台放送(OX)          | フジテレビ系列 | 2012年4月3日 0:35 - 2:35    | 同時ネット |
| 新潟県       | 新潟総合テレビ(NST)   | フジテレビ系列 | 2012年4月3日 0:35 - 2:35    | 同時ネット |
| 福岡県       | テレビ西日本(TNC)     | フジテレビ系列 | 2012年4月3日 0:35 - 2:35    | 同時ネット |
| 近畿広域圏   | 関西テレビ(KTV)       | フジテレビ系列 | 2012年4月22日 1:35 - 3:35   |            |
| 中京広域圏   | 東海テレビ(THK)       | フジテレビ系列 | 2012年5月5日 1:25 - 3:20    |            |
| 広島県       | テレビ新広島(TSS)     | フジテレビ系列 | 2012年5月11日 1:30 - 3:30   |            |
| 長野県       | 長野放送(NBS)         | フジテレビ系列 | 2012年5月14日 2:10 - 4:10   |            |
| 山形県       | さくらんぼテレビ(SAY) | フジテレビ系列 | 2012年6月30日 13:00 - 15:00 |            |

#### 第6回
| 放送対象地域 | 放送局                | 系列           | 放送日時                     | 遅れ日数   |
| ------------ | --------------------- | -------------- | ---------------------------- | ---------- |
| 関東広域圏   | フジテレビ(CX)        | フジテレビ系列 | 2012年9月3日 0:40 - 2:40     | 制作局     |
| 宮城県       | 仙台放送(OX)          | フジテレビ系列 | 2012年9月3日 0:40 - 2:40     | 同時ネット |
| 熊本県       | テレビ熊本(TKU)       | フジテレビ系列 | 2012年9月3日 0:40 - 2:40     | 同時ネット |
| 広島県       | テレビ新広島(TSS)     | フジテレビ系列 | 2012年10月5日 1:30 - 3:30    |            |
| 中京広域圏   | 東海テレビ(THK)       | フジテレビ系列 | 2012年10月6日 1:50 - 3:50    |            |
| 山形県       | さくらんぼテレビ(SAY) | フジテレビ系列 | 2012年10月6日 13:00 - 15:00  |            |
| 近畿広域圏   | 関西テレビ(KTV)       | フジテレビ系列 | 2012年10月7日 1:50 - 3:50    |            |
| 長野県       | 長野放送(NBS)         | フジテレビ系列 | 2012年10月8日 0:40 - 2:40    |            |
| 長崎県       | テレビ長崎(KTN)       | フジテレビ系列 | 2012年10月15日 0:40 - 2:40   |            |
| 青森県       | 青森テレビ(ATV)       | TBS系列        | 2012年10月28日 13:00 - 15:00 |            |

### レギュラー版
| 放送対象地域   | 放送局                    | 系列                          | 放送曜日・時間                | 遅れ日数   |
| -------------- | ------------------------- | ----------------------------- | ----------------------------- | ---------- |
| 関東広域圏     | フジテレビ(CX) （制作局） | フジテレビ系列                | 月曜 23:00 - 23:30            | 同時ネット |
| 北海道         | 北海道文化放送(UHB)       | フジテレビ系列                | 月曜 23:00 - 23:30            | 同時ネット |
| 岩手県         | 岩手めんこいテレビ(MIT)   | フジテレビ系列                | 月曜 23:00 - 23:30            | 同時ネット |
| 宮城県         | 仙台放送(OX)              | フジテレビ系列                | 月曜 23:00 - 23:30            | 同時ネット |
| 秋田県         | 秋田テレビ(AKT)           | フジテレビ系列                | 月曜 23:00 - 23:30            | 同時ネット |
| 山形県         | さくらんぼテレビ(SAY)     | フジテレビ系列                | 月曜 23:00 - 23:30            | 同時ネット |
| 福島県         | 福島テレビ(FTV)           | フジテレビ系列                | 月曜 23:00 - 23:30            | 同時ネット |
| 新潟県         | 新潟総合テレビ(NST)       | フジテレビ系列                | 月曜 23:00 - 23:30            | 同時ネット |
| 長野県         | 長野放送(NBS)             | フジテレビ系列                | 月曜 23:00 - 23:30            | 同時ネット |
| 静岡県         | テレビ静岡(SUT)           | フジテレビ系列                | 月曜 23:00 - 23:30            | 同時ネット |
| 富山県         | 富山テレビ(BBT)           | フジテレビ系列                | 月曜 23:00 - 23:30            | 同時ネット |
| 石川県         | 石川テレビ(ITC)           | フジテレビ系列                | 月曜 23:00 - 23:30            | 同時ネット |
| 福井県         | 福井テレビ(FTB)           | フジテレビ系列                | 月曜 23:00 - 23:30            | 同時ネット |
| 中京広域圏     | 東海テレビ(THK)           | フジテレビ系列                | 月曜 23:00 - 23:30            | 同時ネット |
| 近畿広域圏     | 関西テレビ(KTV)           | フジテレビ系列                | 月曜 23:00 - 23:30            | 同時ネット |
| 島根県・鳥取県 | 山陰中央テレビ(TSK)       | フジテレビ系列                | 月曜 23:00 - 23:30            | 同時ネット |
| 岡山県・香川県 | 岡山放送(OHK)             | フジテレビ系列                | 月曜 23:00 - 23:30            | 同時ネット |
| 広島県         | テレビ新広島(TSS)         | フジテレビ系列                | 月曜 23:00 - 23:30            | 同時ネット |
| 愛媛県         | テレビ愛媛(EBC)           | フジテレビ系列                | 月曜 23:00 - 23:30            | 同時ネット |
| 高知県         | 高知さんさんテレビ(KSS)   | フジテレビ系列                | 月曜 23:00 - 23:30            | 同時ネット |
| 福岡県         | テレビ西日本(TNC)         | フジテレビ系列                | 月曜 23:00 - 23:30            | 同時ネット |
| 佐賀県         | サガテレビ(STS)           | フジテレビ系列                | 月曜 23:00 - 23:30            | 同時ネット |
| 長崎県         | テレビ長崎(KTN)           | フジテレビ系列                | 月曜 23:00 - 23:30            | 同時ネット |
| 熊本県         | テレビ熊本(TKU)           | フジテレビ系列                | 月曜 23:00 - 23:30            | 同時ネット |
| 鹿児島県       | 鹿児島テレビ(KTS)         | フジテレビ系列                | 月曜 23:00 - 23:30            | 同時ネット |
| 沖縄県         | 沖縄テレビ(OTV)           | フジテレビ系列                | 月曜 23:00 - 23:30            | 同時ネット |
| 大分県         | テレビ大分(TOS)           | フジテレビ系列 日本テレビ系列 | 木曜 1:53 - 2:23 （水曜深夜） | 10日遅れ   |

- 過去のネット局
  - 青森テレビ(ATV) 月曜 23:50 - 翌0:20（第10回大会まで放送、21日遅れ）[13]

## パロディほか
BANG! BANG! BANG!
フジテレビ系列でNumer0n開始前の1996年に放送されていた番組。その中の1コーナーにインフェレンスがあり、各チームのポイント獲得をかけたゲームとして、1回の放送で2問出題されていた。番組が設定したカードの順番を、解答者チームが順に回答し、正解を目指す。
Umer0n
NOTTVで放送されているAKB48のあんた、誰?・3月5日放送分に行われた企画。チームBキャプテンを務める梅田彩佳に対して行った推理ゲーム。抽選によって決定したチームBメンバーを、梅田が「YES」か「NO」で答えられる質問をメンバーに投げかけ、その答えと会場の反応から推理する。3回の質問でお題となったメンバーを当てることができればクリア。クリア数によって梅田へのご褒美・罰ゲームが決定する。
放送期間中に開催されていた第10回大会には梅田も出場しており、放送前日（3月4日放送分）には試合も行っていた。そのため、企画冒頭にて「某番組で活躍している梅ちゃんを参考に考えた。」との説明がなされていたほか、梅田も「昨日出させていただいた番組にそっくり。」「超Numer0n!」と発言した。
run for money 逃走中
第33回にてゲームから脱落した者とエキストラがNumer0nを行い、そのことが番組内でのミッション達成に必要なヒントとして使用された。

## アニメーション
第11回大会（2013年4月15日放送分）からレギュラー最終回まで10回に渡り、番組後半に『青伝遊承 Numer0nSaga』と題された、ヌメロンを題材としたアニメーションが放送された。番組内ではアニメの設定などは一切語られていなかったが、公式ガイドブック「Numer0n本」によれば「伝承」というテーマがあったという。
- ルナ - 戸松遥
- イオ - 柿原徹也
- ルナのおばあちゃん/ルナの母 - よのひかり
- イオの父 - 小松史法
- レイア - 佐藤聡美

## 派生ゲーム
ヌメロンを含め、これらのゲームの番組冒頭では「Life is like playing games」という字幕と女性ナレーションが出る。

### Calcolon
Calcolon（カルコロン）は、麻雀をベースにした計算カードゲーム。タイトルはラテン語の「Calcolo（計算）」から取られている。

### Rotolon
Rotolon（ロトロン）は、2012年7月14日 2:05 - 3:35に放送。タイトルはイタリア語の「Rotolo（転がす）」から取られている。リバーシをベースにしたサイコロ陣取りゲーム。

## 携帯ゲーム
放送期間中にはiPhoneアプリやスマートフォン版のMobageでゲームをプレーすることができた（現在は配信停止・終了）。初期バージョンでは番組同様3桁・4桁バージョンに加え5桁バージョンにも挑戦可能。また、オンライン対戦で他のプレイヤーと対戦することも可能。プレー料金は基本無料だが、アイテムを別途購入（iPhone版では考慮時間を増やす「TIME」など、Mobage版では無料配布されるカードの他にモバコインでカードパックを購入することも可能）することもできた。

## カードゲーム
- Numer0n（増田屋コーポレーション）

## 書籍
- ヌメロン公式ガイドブック Numer0n本（竹書房）